# Joseph Ignaz von Buol-Berenberg

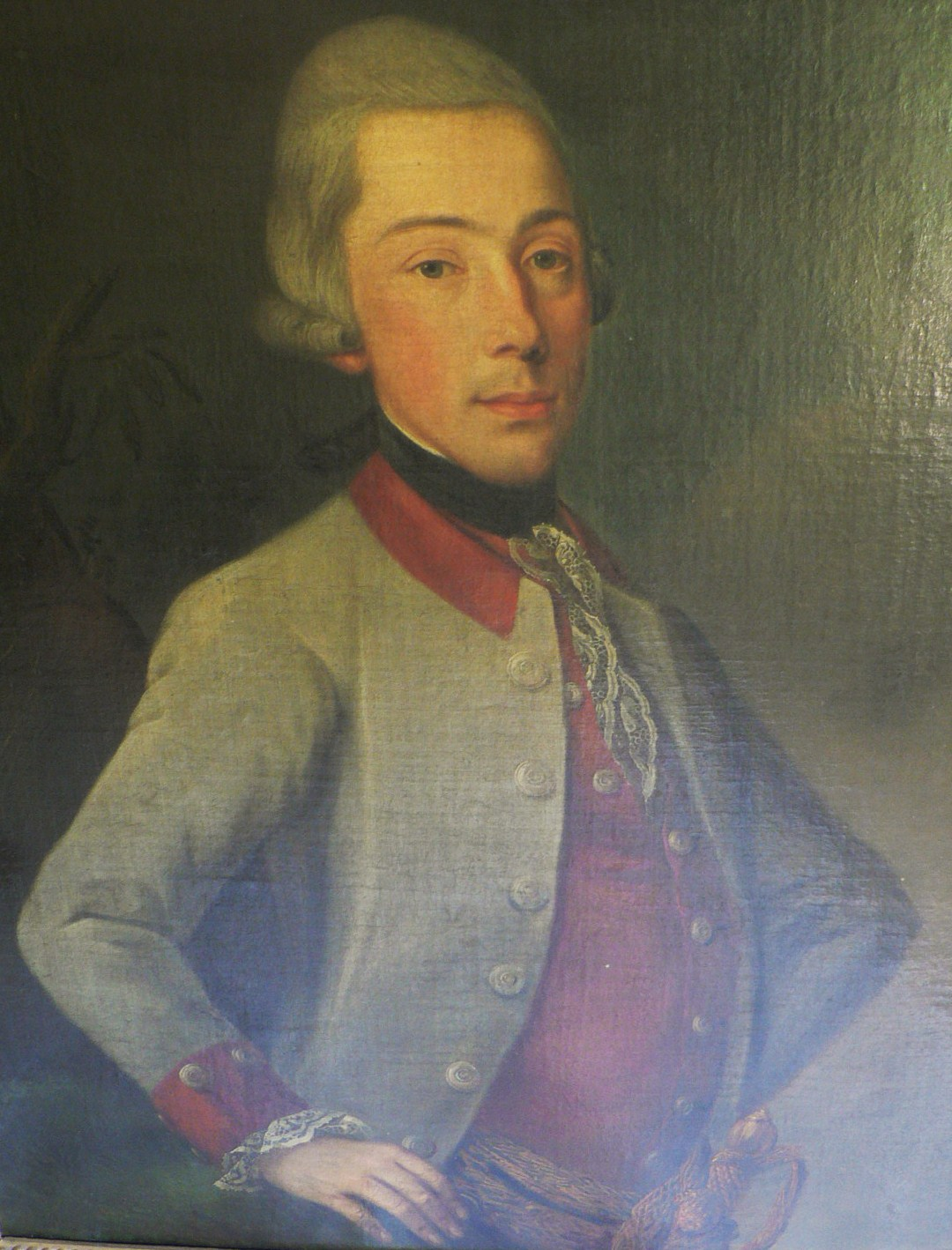
Joseph Ignaz von Buol-Berenberg (1749–1817)

Joseph Ignaz von Buol-Berenberg, Ritter von und zu Mühlingen (* 21. September 1749 in Stockach; † 27. August 1817 in Prag), war ein hoher Militär, Feldmarschall-Lieutenant, Stadtkommandant von Prag und Adeliger aus dem vorderösterreichischen Zweig Buol-Berenberg des alten Graubündner Geschlechts der Buol.

## Familie
Joseph Ignaz war das elfte Kind des Johann Georg Conrad von Buol-Berenberg (1699–1750) Reichsritter und Herr zu Mühlingen, Kaiserlicher Vogt und Oberregierungsrat, Oberamtsdirektor zu Stockach, und achte Kind der Franziska Perpetua von Hormayr von Hortenburg († 1785).
Von seinen Brüdern wandten sich drei dem geistlichen Stande zu.
Franz Anton von Buol-Berenberg (n.1733–1801) war Domherr zu Brixen,
Johann Nepomuk von Buol-Berenberg (1746–1813) Dr. theol., Pfarrherr zu Kaltern, 1798 Propst und Stadtpfarrer zu Bozen
Franz Anton von Buol-Berenberg (n.1733–1801) war Domherr zu Brixen. Conrad Georg von Buol-Berenberg (1751–1819) war Dompropst, fürstbischöflicher Ordinariatskanzler des Fürstbischofs Karl Franz Graf zu Lodron und Konsistorial-Präsident in Brixen.
Sein Großvater Hans Andreas von Buol (1647–1708), fürstlich fürstenbergischer Rat, wurde am 11. Oktober 1707 von Kaiser Joseph I. in den Reichsritterstand, nebst allen seinen Vettern mit dem Prädikat „von Berenberg“ erhoben.
Aus der Ehe mit Freiin Josepha Antonia Freiin von Widmann, gingen vier Kinder hervor:
- Paul von Buol-Berenberg, Cadet bei Würzburg Unter-Lieutnant / Leutnant im 5. Jäger Bataillon
- Johann von Buol-Berenberg, Unterlieutenant / Leutnant im 8. Jäger Bataillon
- Franz Seraphicus Anton von Buol-Berenberg Edler Herr zu Mühlingen * 2. Januar 1794, Brünn, † 24. Oktober 1865, Wien, Freiherr, Gubernal-, Reichs- und Geheimer Rat, wirklicher Hofrat der Vereinigten Hofkanzlei, k. k. Kämmerer, Landmann in Tirol, Incola von Böhmen, Mähren und Schlesien; Er wurde im St. Marxer Friedhof bestattet, ⚭ 9. Mai 1821 Maria Anna Rosa Freiin von Giovanelli, * 31. August 1801, Bozen, † 8. Februar 1870, Bozen, Sternkreuzordensdame
- Franziska von Buol-Berenberg * 31. Mai 1799, † 29. März 1866, Freiin, ⚭ 7. September 1829 Johann Nepomuk Ritter von Giovanelli zu Gerstburg[4], * 10. August 1797, † 5. April 1835, k. k. Collegialrat zu Bozen[5]

## Werdegang
Joseph Ignaz schlug die militärische Laufbahn ein. Er war K. K. Kämmerer und wurde am 1. September 1807 zum Generalmajor befördert. 1809 in Innsbruck bei der Schlacht am Bergisel kommandierte er die österreichischen Streitkräfte zusammen mit den Tirolern unter Andreas Hofer im Kampf gegen die napoleonischen Franzosen und Bayern.
Am 29. Januar 1813 wurde er Feldmarschall-Leutnant. von August 1814 bis Januar 1816 war er Militärkommandant in Linz und anschließend von 1816 bis zum 2. August 1817 Militär-Stadtkommandant zu Prag.
Bereits am 29. Mai 1795 wurde ihm von Kaiser Franz II. das Prädicat „von Mühlingen“ nunmehr „von Berenberg und Mühlingen“ verliehen.